# Carlos Victoria
Pour les articles homonymes, voir Victoria.
Carlos Victoria, né en 1950 à Camagüey (Cuba) et mort en exil en octobre 2007 à Miami, est un écrivain cubain,. 

## Biographie
Sa mère, jeune institutrice, "séduite et abandonnée" est schizophrène. En 1965, la nouvelle qu'il publie dans la revue El Caimán barbudor lui permet de remporter le premier prix d’un concours national pour jeunes écrivains. En 1971 alors qu'il est étudiant en licence d'anglais il est accusé de "diversionnisme idéologique" et expulsé définitivement de l’université. Il  travaille dans une entreprise forestière. En 1980, avec sa mère, il s’embarque pour la Floride. En 1983 il est membre du comité de rédaction de la revue Mariel fondée par son ami Reinaldo Arenas et les frères Abreu. Pendant quelques années. Il travaille comme journaliste au Nuevo Herald de Miami.  Il écrit des nouvelles et romans, d'inspiration autobiographique, rapidement traduits en français, 
Il met fin à ses jours en octobre 2007, atteint d’un cancer en phase terminale.

## Œuvres
- Sombras en la playa, Miami, 1992
- Un pont dans la nuit (Puente en la oscuridad, Miami, 1994), traduit par Liliane Hasson, Phébus, 2007, 208 p. (ISBN 978-2-7529-0231-3)
- La Traversée secrète (La travesía secreta Miami, 1994), traduit par Liliane Hasson, Phébus, 2001, 512 p.   (ISBN 978-2859407605)
- Abel le magicien (La ruta del mago Miami 1997), traduit par Liliane Hasson, Actes Sud, 1999, 132 p.  (ISBN 978-2742721368)